# GANMI
GANMI（ガンミ）は、2015年に日本から全世界に”エンターテインメント”を発信すべく結成された、11人のダンスアーティストグループ 。公式ファンクラブはGANMI CLUB。ファンの呼称はGANMIST（ガンミスト）。

## 概要
ダンスの世界大会に出場する目的のもと、ダンスのスキルよりも一緒に居て楽しいメンバーを集めたことが結成のきっかけ。グループ名には「”ガン見（GANMI）”してもらえるようなエンターテインメントを創っていこう」という思いが込められている。2016年、アメリカ・ロサンゼルスで開催されたダンスの世界大会『VIBE DANCE COMPETITION XXI』で日本チーム初の優勝を飾り、GANMIとしての活動を本格的に開始。
『CHOREO MUSIC』プロジェクトでは、ダンサーが主体となりアーティストとコラボレーションしてオリジナル楽曲を作り上げていく新たなスタイルを確立させ、次々と楽曲を発表している。CHOREO MUSICは楽曲と映像に加え、振付の全貌が見えるフルパフォーマンスビデオや、定点撮影のダンスプラクティスビデオなど様々な形態で公開。『Arigato』では、メンバー全員で作詞にも挑戦した。『with U』でAR(拡張現実)とコラボする等、ダンスの地位向上、次世代ダンサーの可能性の拡大、ダンス業界の発展の為に新たなプロジェクトを進めることも彼らが活動する上で大切にしているコンセプトである。
自らのアーティスト活動だけでなく、アーティストへの振り付け提供も行なっている。2021年BTS「Butter」の振付制作に参加したほか、Tomorrow X Together、NCT U、LiSA、Nissy、AKB48、関ジャニ∞、SixTONES、timelesz、Travis Japanなど複数のアーティストの楽曲・パフォーマンスに振付。楽曲の世界観を可視化させるキャッチーな振り付けが評価されている。NHK紅白歌合戦では2度パフォーマンス出演し、2021年にはYOASOBI 『群青』、2022年にはSixTONES『Good Luck!』に参加した。
メンバー個人としてもそれぞれに活躍中。ダンスインストラクター・イベントの主催・舞台出演・他アーティストの振付・ラジオ出演・自らデザインしたグッズの販売やポップアップストア開催など幅広い。
「日常をエンターテイメントに」というスローガンのもと活動しており、その原点となったのが2017年に開始したSota,kooouya,Kazashiによる『山手線チャレンジ』である。日常に近い音となる駅の発車メロディーで踊る企画が実行され、Instagramでの合計再生回数が100万回以上と反響を呼び、web媒体(目黒駅前新聞、DanceFact)にも取り上げられた。
社会活動の一環として、小学校などでもダンスのレッスンを行っている。2019年には、全国1万人無料ダンスライブ計画、題して『JG(JAPAN GANMI)計画』を行った。クラウドファンディングで資金を募り、総支援者数3338名、総支援金額2352万5504円を達成。クラファンサイトのデザイン、リターン設定、グッズ発注、ライブ会場の選定、会場までの運転もメンバー自身で行い、全国47都道府県で無料のダンスライブを開催した。当日は駅前などでファンと一緒にチラシ配りを行い、GANMIを知らなかった通行人もライブ会場に足を運んだ。全箇所のライブには無料ダンスワークショップも付随して行われ、普段GANMIのレッスンを受けることが出来ない地方のダンサーには貴重な機会となった。各地盛況の中、ファイナル公演をZeppDivercityでやり遂げ成功を収める。ファイナル公演ではGANMISTからのサプライズにより、JG計画のイメージカラーである赤のサイリウムで会場内がいっぱいになった。
2018年からはワンマンダンスライブ『TOKYO GANMI SITE』を開催。ダンスのみで魅了する作品もあれば、お菓子を勝手に食べたことから勃発するダンスバトルや、ステージ上に衣装を忘れ楽屋からタンクトップ姿で登場する「タンクトップネタ」をはじめ、学園、ゴミ拾い、ハロウィンなど、誰もが一度は体験したことのあるような“あるある”をモチーフにしたエンターテイメント性のある作品展開を行なっている。
2020年4月、オンラインダンススタジオ『GANMI HOUSE』を開設。
コロナ禍の2020年7月には、GANMI初のオンラインライブ『G3LX』を三日間連続で開催。3日間全て異なるセットリストで構成され、初日はeill、2日目はSIRUPが参加、3日目はワンマンで行った。LIVE当日までの過程『Road to G3LX』をinstagramで配信したり、LIVE後には演出家Sotaによるライブレポートを公開した。
その後有観客ライブとしては、2021年春の『THANK YOU TOUR 2021』(札幌、福岡、広島、仙台、名古屋、東京、大阪)、2022年2月の「G ROOM 〜GANMI LIVE TOUR 2022〜」(大阪、東京)、4月には大阪城音楽堂でフリーライブを開催。2022年以降は秋冬にツアーを開催しており、結成10周年を迎える2025年はファイナル東京公演をZepp DiverCity(東京)で行う。
2024年にはGANMI主催対バンライブ「舞踏会」を初開催。舞踏会のステージだから見られるGANMIのライブや対バンアーティストとのコラボパフォーマンスが大きな魅力である。

## メンバー
| 名前                    | 生年月日               | 出身地   |
| ----------------------- | ---------------------- | -------- |
| Sota（ソウタ）          | 1996年8月3日（28歳）   | 神奈川県 |
| SUN-CHANG（サンチャン） | 1992年2月22日（33歳）  | 東京都   |
| kooouya（コウヤ）       | 1997年9月29日（27歳）  | 千葉県   |
| Kazashi（カザシ）       | 1997年3月10日（28歳）  | 兵庫県   |
| shun（シュン）          | 1994年4月26日（31歳）  | 神奈川県 |
| AOI（アオイ）           | 1994年1月5日（31歳）   | 東京都   |
| Mr.D（ミスターディー）  | 1991年12月19日（33歳） | 神奈川県 |
| O.S.M（オサム）         | 1992年9月23日（32歳）  | 東京都   |
| Dyson（ダイソン）       | 1995年12月28日（29歳） | 東京都   |
| Ryoga（リョウガ）       | 1999年1月19日（26歳）  | 神奈川県 |
| Yuuki（ユウキ）         | 1994年8月31日（30歳）  | 神奈川県 |

## 元メンバー
| 名前    | 生年月日               | 出身地   | 卒業・脱退日   | 備考              |
| ------- | ---------------------- | -------- | -------------- | ----------------- |
| YU-KI   | 1998年1月3日（27歳）   | 東京都   | 2021年7月31日  |                   |
| SuGuRu  | 1994年4月27日（31歳）  | 神奈川県 | 2020年9月30日  | 元Avex ROYALBRATS |
| KENZO   | 1993年6月12日（32歳）  | 東京都   | 2020年4月9日   |                   |
| Yuta    | 1993年1月26日（32歳）  | 東京都   | 2019年11月27日 | 元Avex ROYALBRATS |
| Maakun  | 1993年5月11日（32歳）  | 群馬県   | 2019年11月27日 |                   |
| CHIKARA | 1998年10月13日（26歳） | 東京都   | 2019年11月27日 |                   |
| e.b.i.  |                        |          |                |                   |
| chinta  |                        |          |                |                   |

元メンバーは、valuepressに掲載された記事『GANMIのOFFICIAL WEBSITEがOPEN!!』を参照して記載

## 略歴

### 2015年
- 11月11日『VIBE DANCE COMPETITION XXI』への出場を目標にメンバーを集め結成。
- 夏の地区予選・12月の日本予選を勝ち上がり、本戦への出場権を手にする。

### 2016年
- 2月に行われたアメリカ・ロサンゼルスでの『VIBE DANCE COMPETITION XXI』本戦に出場。日本人初優勝を果たす。
- 優勝をきっかけに、主に都内でのダンスイベントにゲスト出演することが増える。

### 2017年
- 2月 LAでの『VIBE DANCE COMPETITION XXII』にエキシビションチームとして出場。
- 7月『FUJI ROCK FESTIVAL 2017』にてMajor Lazerとコラボパフォーマンス。
- 7月『avex キラチャレ2017』オフィシャルサポーターに就任。
- 8月『EBiDAN THE LIVE 2017~Summer Party~』にコラボ出演。
- 9月 中京テレビ『スーパーチャンプル』に出演。
- 12月 Sota,Kooouya,Kazashiによる、『山手線チャレンジ』がSNS上で反響を生む。
- 12月 再び『VIBE DANCE COMPETITION』日本予選優勝を果たし、LA行きを決める。

### 2018年
- 1月『VIBE DANCE COMPETITION XXIII』へ出場するが、惜しくも優勝を逃す。
- 帰国後、GANMI単独でのワンマンダンスライブの開催を決める。
- 4月3日 受付開始すぐに予定枚数のチケットが完売となった『TOKYO GANMI SITE VOL.0』を新宿FACEにて"チケット無料"で開催。
- 4月22日『TOKYO GANMI ピクニック VOL.1』を開催。
- 6月30日『GANMI 運動会～てか運動会したくね？』を開催。
- 7月7日『w-inds. Fes』出演。GANMIとしての出演の他、Da-iCEやFlowBackのダンサーも務める。
- 7月30日 単独公演『TOKYO GANMI SITE VOL.1』をTSUTAYA O-EASTにて開催。「高校生1000円キャッシュバック」や「あなたの交通費GANMIがおごります」などのキャペーンも行う。また、4日後に誕生日を迎えるSotaのバースデーサプライズをメンバーが用意し、サプライズゲストのSHIROSE、NIKKI(WHITE JAM)と共に会場全体で祝った。
- 8月『avex キラチャレ2018』オフィシャルサポーターに就任。
- 10月31日 活動の拠点としている渋谷を、ハロウィンで溜まったゴミから救うためにゴミヒロイバスターズとして、ファンと一緒に清掃活動を行なった。またその後「＃ゴミヒロイバスターズ」を撮影し、Youtubeに公開。
- 11月25日『FlowBack 5th Anniversary SHOUT IT!!!』出演。
- 12月27日『TOKYO GANMI SITE VOL.2』をヒューリックホール東京にて開催。2018年に行われる"JG計画"を発表。

### 2019年
- 1月27日『WORLDWIDE DANCE COLLECTION』にて、演歌歌手の細川たかしとコラボ。
- 2月 GANMIがクラウドファンディングで資金を集め、1年間で全国47都道府県にてライブを行う、"JG計画"が始動。
- 3月 JG計画第1弾[29]が開始。(神奈川、大阪、広島、福岡、愛知、宮城)
- 4月7日 大阪YES THEATERにて、『OSAKA GANMI SITE VOL.1』開催。東京以外での開催は初。
- 4月14日『SWISH』出演。
- 5月 JG計画第2弾[30]が開始。(埼玉、近畿、中国、四国、九州、沖縄)全22公演をわずか1ヶ月で完遂。
- 5月17日放送ミュージックステーション『強豪ダンス部新人に聞いた このダンスに憧れて入部した曲ランキング』BEST10にGANMIの学園天国がランクイン。
- 6月 テレビ朝日『関ジャム』に取り上げられる。
- 7月13日14日『DANCE DANCE ASIA』に出演。ガンミ学園にフィリピンのダンサーを留学生役として加え、言葉がなくても交流できるというダンスの強みを作品で表現した。
- 8月 映画『ROCKETMAN』タイアップ作品[31]公開。
- 8月7日『TOKYO GANMI SITE VOL.3』をマイナビBLITZ赤坂にて開催。
- 8月20日 WHITE JAM×GANMI 2man LIVE開催。(代々木公園野外ステージ)
- 9月『avex キラチャレ2019』オフィシャルサポーターに就任。
- 9月 JG計画第3弾[32]が開始。(東北、北海道)
- 10月11日『ONE PIECE』の『BUSTERCALL』プロジェクトに参加し、『ビンクスの酒』を1.3倍速で披露した作品を公開。
- 10月15日 『ひとりじめ契約』を公開。3日で2万回再生を記録した。
- 10月リリースTOMORROW X TOGETHER「New Rules」に振り付け提供。
- 11月 JG計画第4弾[33]が開始。(関東、中部、北陸)
- 11月11日『SSDW』のアンバサダーに就任し、GANMI結成４周年を記念し渋谷をキャラバンする企画のもと、全７ステージでショーケースを披露。
- 12月『戦音フェス2019』出演。

### 2020年
- 1月 JG計画TOKYO FINAL[34]をZepp Diver Cityにて開催。主催するワンマンライブとしては過去最大規模の会場で行われ、会場のお客さんが腕に赤いサイリウムをつけるサプライズで会場全体が赤い光に包まれる中、JG計画が終了。
- 3月6日 ファンもエキストラとして参加した作品『60%』を公開。
- 3月29日 自宅待機中のメンバーがテレワークで作品を作った『Your Love』を公開。
- 4月5日 オンラインダンススタジオ『GANMI HOUSE』を開設。※現在はサービス休止中、再開時期未定。
- 5月1日 Sotaが執筆した GANMI初の単行本『JAPAN GANMI計画』をネット販売開始。
- 7月24日〜26日 初のオンラインライブ『G3LX』を三日間連続で開催。Sotaのライブレポートも公開した。[35][36][37][38]
- 8月24日〜28日 『GANMI WEEK』と称し、En STUDIO(MIYASHITA PARK)にて、メンバーによるワークショップとYouTube LIVEを五日間連続で開催。29日30日にはkooouya、YU-KIを筆頭にファッション、アート、ダンスの祭典『F.A.D』も催した。
- 9月4日放送開始の 『Gulliver 大創業祭』のテレビCMにGANMIからKazashi、SUN-CHANG、AOI、Mr.D、Yuukiが出演。Sotaが振り付けを担当。
- 10月11日公開のCUBERS『ピンキーリング』の振り付けをSotaが手掛けた。
- 空音の楽曲「scrap and build」で《GANMI X 空音 ver.》としてコラボレーション
- 11月11日、結成5周年を迎える当日に『GANMI VISION』と題してオンラインでのワンマンライブを開催。
- 11月27日に公開されたNCT U『Work It』に振付提供。
- 12月に入ると同時に今まで"GANMI TV"として水Gなどのコンテンツを発信していたYouTubeチャンネルを"GANMI DANCE"にリニューアル。(現在は"GANMI 2nd")
- 12月4日に公開されたw-inds.2人体制初の楽曲『Beautiful Now』でSota,kooouyaが振付提供。
- 12月11日 SHuN-BOXとのコラボ楽曲「FAKERS (GANMI REMIX)」がストリーミング配信開始。ミュージックビデオも同日に公開された。

### 2021年
- 山手線チャレンジが復活。前回とはメンバーを変え、チームご当地(Mr.D、Dyson、AOI、Ryoga、Yuuki)が30日かけて動画を投稿し、それに付随して制作秘話を一駅分の電車賃と同額のnoteで公開したり、人気投票でトーナメント企画をするなど新たな工夫があった。
- 1月18日、2020年コロナ禍での度重なる延期を経て中止としたTHANK YOU TOURを、「THANK YOU TOUR 2021」と改めて開催発表。
- 2月にJUSTIN BIEBER TRIBUTE、3月にUSHER TRIBUTEとしてダンスビデオを公開。撮影時はメンバーのみだったが、公開前に限定公開することでGANMISTから"沸きどころ"を集め、それを元に歓声を付け足し、コロナ禍では実現の難しいシチュエーションを見事に再現した参加型コンテンツ像となった。
- 3月3日 B League Alvark Tokyoのハーフタイムショーに出演。当日に初披露だったAlvark新ユニフォームをGANMIオリジナルデザインで着用し、パフォーマンスに臨んだ。
- 3月11日 GANMI X SIRUP ONLINE LIVE を開催。
- 4月9日公開 eill「ここで息をして」振付にSota、MVにはKazashi、SUN-CHANG、AOI、Mr.D、Dysonが出演した。
- 5月21日公開 BTS「Butter」振り付けに参加。
- 5月31日公開 Tomorrow X Together「No Rules」に振り付け提供。
- 約4ヶ月かけて「THANK YOU TOUR 2021」の7カ所13公演を、無事開催。
- 7月17日放送TBSテレビ「音楽の日」LiSAの「HADASHi NO STEP」歌唱パフォーマンスにSUN-CHANG、shun、Dyson、Kazashiがダンサーとして出演。
- 7月30日公開Amber's「アブノーマル」MVにSotaが出演。MVは一日で1万回、一週間で8万回というハイペースで再生されている。
- 8月3日0時、新曲「ALL EYES」をリリース。赤と白の衣装に身を包み、寺の背景と照明の中で踊るMVを公開した。"24時間でYouTube10k再生・1k高評価・Twitterトレンド入り"という目標は時間内には叶わなかったが、GANMISTと共にリリースを盛り上げ、翌日には10k再生を記録した。
- ALL EYESリリース同日、プレスリリースにて、株式会社ソニー・ミュージックエンタテインメントとの契約を発表。
- 8月20日情報公開 Tomorrow X Together「MOA Diary (Dubaddu Wari Wari)」に振り付け提供。同グループへの振り付け提供はこれで4曲目となる。
- 9月5日公開LiSA「HADASHi NO STEP」MVにSUN-CHANG、Kazashi、shun、Dysonが出演。振付はSota、アシスタントはMr.Dが務めた。
- Travis Japan公式YouTubeチャンネル「+81 DANCE STUDIO」の9月7日配信回で、GANMIが振付したTOKIOの「花唄」をTravis Japanメンバーがパフォーマンス。GANMIからはSota、SUN-CHANG、Kazashi、Yuukiが参加し、後日Travis JapanメンバーとGANMIメンバーが一緒に踊った映像も公開された。
- w-inds.の11月24日発売New Album「20XX “We are”」から「Strip」が9月24日先行配信。公開されたMVはSotaが振付、SUN-CHANGとkooouyaがダンサーとして参加した。
- 9月29日新曲「FOLLOW US」をリリース。MVではダンスだけでなく夏のバケーションを楽しむメンバーの自然な表情が多く収録されている。前曲ALL EYESを追いかけるようにYouTube再生回数は伸び続けている。
- 11月1日、ガンミ倶楽部を「GANMI CLUB」としてリニューアルオープン。これまでよりもGANMISTに寄り添えるファンクラブになるよう、ガンミ占いのイラストやボイスが追加されたり、会員限定のライブ配信が行えるようになった。同日21時には「G ROOM 〜GANMI LIVE TOUR 2022〜」大阪と東京でのツアー開催を発表。
- 11月は「#GANMI6祭」と題して結成6周年月間を盛り上げた。メンバー全員がそれぞれに「毎日〇〇」をSNSで更新。
- Travis Japan公式YouTubeチャンネル「+81 DANCE STUDIO」11月20日配信回で、GANMIが振付した嵐の「ワイルドアットハート」をTravis Japanメンバーがパフォーマンス。前回同様、GANMIからSota、SUN-CHANG、Kazashi、Yuukiが参加し、後日Travis JapanメンバーとGANMIメンバーが一緒に踊った映像も公開。
- 11月28日、新曲「SHUJINKO STYLE」をリリース。MVでは"後夜祭"というシチュエーションで、あなたの人生はあなたが主人公 というメッセージを発信している
- 12月10日MV公開 SixTONES「Rosy」(スパイダーマン日本語吹替版主題歌)にGANMIが振付提供。Sota,Kazashi,SUN-CHANG,AOI,Yuuki,Dyson,Ryogaが参加した。
- 12月25日MV公開 関ジャニ∞「YES」に振付提供。Sota、Kazashi、SUN-CHANG、Mr.D、O.S.M、Yuukiが参加。
- 12月31日大晦日、第72回NHK紅白歌合戦 YOASOBI「群青」でメンバー全員が出演。Sotaが振付を担当し、総勢170名のダンサーとパフォーマンスした。

### 2022年
- 1月3日、「群青」をGANMIだけで踊ったビデオを公開。直後にはYOASOBI公式Twitterから「#NHK紅白 「群青」のステージを共にしたGANMIさんによるダンスムービー🔵心臓の鼓動、肉体の躍動、ストーリーへの深い理解全てが感じられるGANMIさんのダンスが大好きです。改めて、ご一緒できて光栄でした。皆さまもぜひご覧ください🌙」と発信。歌詞に沿って気持ちをこめたパフォーマンスに感動の声が寄せられた。
- 1月27日発売の雑誌「Dance SQUARE vol.48」でメンバー全員の撮り下ろし写真とSotaのインタビューが7ページに渡り掲載。インタビューではメンバーの個性や最近の活動について触れつつ、2月開催のツアーG ROOMについて語った。
- 2月4日公開 SixTONES「共鳴」に振付提供。Sota,Kazashi,SUN-CHANG,AOI,Yuuki,Ryoga,Dysonが参加。
- 2月9日0時、CHOREO MUSIC「BANDAID feat. ZIN」を公開。ステージパフォーマンスは2月8日のG ROOM大阪公演で初披露した。フィーチャリングしたZINのツイッターでは「BAND(バンド、チーム、集合体、結束) + AID(助けあい、サポート、補助)　11人の個性のチームが、支え合って、お互い高め合って、補助しあって、生かしあって、活かしあって、活動してるのがGANMIだよな。と思ってこのタイトルにしました。」と解説した。
- 2月28日テレビ東京「YOUは何しに日本へ？」出張YOU in 神奈川県横浜市のコーナーで横浜市歌を踊っているGANMIのYouTube動画が紹介された。
- 雑誌「Dance SQUARE vol.49」(3月26日発売)でG ROOM東京公演のライブレポートやSotaのインタビュー、メンバーのアンケートが6ページにわたり掲載。フリーライブ"G PARK"についても意気込みを話した。
- 3月28日 TBSの生放送「CDTVライブ!ライブ!春の4時間スペシャル！」で、GANMIが振付したAKB48 59thシングル「元カレです」が初披露。目まぐるしく変化する緻密な構成は「世界がガン見する“GANMIダンス”」と名づけられた。
- 4月4日朝日新聞に"中華街、映画作りで「対話」生む　映画祭、最後の1本が公開"と題し『odore.』プロジェクトを取り上げた記事が掲載された。[39]
- 4月16日"G PARK" OSAKA公演中に重大発表として、CHOREOMUSIC COMPILATION 01の販売決定(7月27日(水)発売)と、2022年秋冬に"G PARTY" GANMI 7th Anniversary Live Tourを開催することが情報解禁された。
- 4月29日 ☆Taku Takahashi（m-flo）が作曲・編曲を務めた DEENの新曲、「mirror ball」が配信開始。ミュージックビデオにはSotaが振付/ダンサー出演した。
- 4か月ぶりとなるGANMIのNEW CHOREO MUSIC「シックマン」のリリース情報とともに、ボカロP Chinozoとのコラボ楽曲であることが公開された(5月16日)。 リリースは6月1日(水)。
- GANMIが振付・フルメンバーでの出演まで果たしたNissy「Trippin」、そして、同グループの振付は5曲目となるSixTONES「わたし」がどちらも5月17日にMV公開。Twitterのトレンドに「GANMIさん」がランクイン。
- 音楽ナタリーのコラムにてSotaとs**t kingz shojiの対談が掲載。「コレオグラフ研究会2021」と題し、2021年に発表されたダンスの中でそれぞれが優れていると思う作品について語った。[40][41]
- GANMI初の作品集「CHOREOMUSIC COMPILATION 01」リリースを記念し、公式ホームページでRELEASE SPECIAL SITEがオープン。収録内容や販売形態などが公開された。
- 「ドリカムディスコ -Road to DWL2023-」にGANMIの出演が決定。全国６都市で開催され、その全てに出演する。
- めざましテレビのエンタメコーナーでGANMI & Chinozoコラボ楽曲「シックマン」が紹介され、公開日を前にミュージックビデオが一部放送された。(めざまし独占)
- お笑いコンビぺこぱの2人が出演するタカラトミーのおもちゃ「ぷにるんず」のテレビCMが放送開始。2人が踊る"ぷにぷにダンス"をSotaが振付。メイキング映像では、踊っている体はshunとYuukiの体がぺこぱ2人の顔に合成されている事が明らかになった。
- 6月27日放送 日本テレビ「スッキリ」の"BUZZ-P"コーナーで今旬なダンスアーティストとしてGANMIが出演。GANMIの魅力に迫るインタビューや、スッキリのオープニングテーマでダンスパフォーマンスも披露した。
- 7月15日放送ミュージックステーション「日本のトップ振付師12人が選んだ 嫉妬するほど凄い大ヒット振付ソングBEST10」で、♪Take a picture／NiziU を1位に選んだSotaのコメントが紹介された。
- 7月27日 GANMI初の作品集「CHOREOMUSIC COMPILATION 01」略してコレコンが全国のCDショップ店舗及びオンラインで販売開始。PHOTOBOOK,DVD,CDの豪華コンピレーション。全12種類のトレカから1枚がランダム封入。タワーレコード渋谷店では特設ブースが展開され、店頭ビジョンではMVも放映された。メンバー全員が訪店し、サインとコメントを残した。
- 雑誌「Dance SQUARE vol.51」(7月27日発売)にて全員の撮り下ろし写真とCHOREOMUSIC COMPILATION 01に関するインタビューが掲載された。
- 8月3日 NEW CHOREOMUSIC「青春は水びたし」がリリース。"24時間で一万回再生"に一年越しのリベンジを宣言し、GANMISTの応援により見事達成！！！
- 8月5日公開 RUNG HYANG「AWAKE」(Prod.by Shin Sakiura)のMVに、コレオグラファー兼ダンサーとしてKazashiが出演。
- 8月5日、SixTONESのYouTubeチャンネルで「PARTY PEOPLE」が公開。GANMIは振付を担当しただけでなく全員でMVに出演し、SixTONESメンバーとの初共演となった。
- 9月1日発行 中日新聞(豊田版)の一面に名古屋で行われた「青春は水びたし」MV撮影の様子が取り上げられた。
- 9月7日 GANMIが振付したAKB48 60thシングル「久しぶりのリップグロス」MV SNS ver.が公開。振付を担当するのは「元カレです」に続いて2曲目となる。SNSライクの縦長画面となっており、振付も縦長の画面に映えるような構成となっている。
- NHK放送「Venue101」MCの生田絵梨花・濱家隆一のダンスボーカルユニットデビュー企画 "ROAD TO NHKホール" にて、Sotaが振付を手掛けたことが9月10日の放送で発表。デビュー企画の本番は9月24日に行われる「Venue101 EXTRA」(公開収録)。
- 雑誌「Pet Pop SQUARE vol.5」にSotaが愛犬"プー太郎"と共に登場。
- 10月7日公開、SixTONES「Good Luck!」MVをGANMIが振付。「PARTY PEOPLE」に続いて今作もフルメンバーで出演している。(テレビ朝日系 金曜ナイトドラマ「最初はパー」主題歌)
- YouTubeチャンネル「+81 DANCE STUDIO」にて、Johnnys' Jr.(7 MEN 侍,少年忍者)がパフォーマンスするSMAPの「Let It Be」が公開。GANMIからSotaとSUN-CHANGが振付に参加した。
- 10月15日仙台より、7周年記念ツアー"G PARTY"がスタート。福岡広島名古屋大阪東京と、7都市を回る。
- 11月9日MV公開 松下洸平「MUSIC WONDER」をYuukiが振付。MVにはYuukiとAOIがメインダンサーとして出演している。
- 11月20日 C&Kが横浜アリーナで開催した「超無謀な挑戦状～炎の１５周年目執念で迎える横浜アリーナ　頼む全員集合～」にGANMIがゲスト出演。コラボMVを18日に公開したばかりの「ガン見しとけ！for DANCER」を初披露。
- 11月28日放送「CDTVライブライブ」の松下洸平「MUSIC WONDER」にてYuukiとAOIがダンサー出演。
- abema tv「GENERATIONS 24時間テレビ 24時間いろんなライブできるかなぁ？」のGENERATIONS中務裕太ソロ企画で、中務裕太×ヒューマンビートボクサーHIRONA×GANMIのコラボダンスライブが披露された。2人のビートボックスに合わせてGANMIが踊った後、GANMIの「ALL EYES」、続いてGENERATIONSの「TIME SLIP LOVE」。GANMIに中務裕太が混ざり、2曲ともGANMIオリジナルの振付で披露した。
- 12月31日大晦日、第73回NHK紅白歌合戦 1曲目を飾ったSixTONES『Good Luck!』にてメンバー全員が出演した。ステージに並ぶ司会や出演アーティストも同曲の振り付けを踊り、オープニングを盛り上げた。

### 2023年
- 3月19日(日)「TOKYO GANMI SITE vol.4」開催。4年ぶりの"TGS"復活に加え、マスク着用での「声出し」を解禁。バースデーソングでは誕生日を迎えた観客をステージに。さらにはビニール手袋着用の上で"ハイタッチ"が実現した。東京では初の日曜開催ワンマンライブ。CHOREOMUSIC COMPILATION 02の制作と秋ツアーの開催を発表した。
- YouTubeチャンネル「+81 DANCE STUDIO」にて、Johnnys' Jr.(HiHi Jets,美 少年,少年忍者)がパフォーマンスする嵐の「PIKA☆NCHI」が公開。GANMIからkooouyaがコレオグラファーとして参加した。
- 4月より放送のグロップテレビCM「グロップ 舞踏会」篇にSUN-CHANG, Kazashi, AOI, Dyson, Ryoga, O.S.M が出演。
- 4月27日より日本テレビ『THE突破ファイル 突破交番』のテーマソングとなったC&K「青青青」のMVに、振付・出演としてGANMIからSota,Kazashi,shun,Yuuki,Ryoga,AOIが参加。BUZZ RHYTHMでの同曲パフォーマンスにはshun,Kazashi,AOIが出演した。
- 5月24日、C&Kと2度目のコラボを果たし NEW CHOREOMUSIC「DOUDA」をリリース。同曲は宝塚OGとの競演ライブ「2STEP」にて初パフォーマンス予定。
- 『史上最強の移動遊園地 DREAMS COME TRUE WONDERLAND 2023』札幌、名古屋、大阪、福岡、東京の5大都市を巡るドームツアーにGANMIの出演が決定。「ドリカムディスコ2022 -Road to DWL2023-」の出演を経て、各地のU-18ダンサーたちと共に見事ドリカムワンダーランドへの出演を果たす事となった。出演と同時に、"ドリカムディスコ in WONDERLAND"のプロデュースも手がける。
- 7月2日(日)開催 Aile The Shota 1st Oneman Tour “Prologue” -EGO- にGANMIフルメンバーがサプライズ出演。念願の初コラボとなるGANMI feat. Aile The Shota NEW CHOREOMUSIC「M.L.N.D」を初披露。
- 東洋テックの新テレビCMにCHOREOMUSIC GANMI feat. C&K「DOUDA」が起用され、CMにはGANMIフルメンバーが出演した。ダンサーのオリジナル楽曲がCMソングになるという快挙！関西圏の朝の情報番組「おはよう朝日です」放送枠で7月13日からOAスタート。
- 8/14放送「カウントダウンTVライブ！ライブ！」4時間半スペシャルにてYouTube限定公開となっていたSixTONES『PARTY PEOPLE』がフルサイズ地上波初披露。同曲の振り付けを務めたGANMIメンバーが出演した。
- 9/29放送「ミュージックステーション 3時間SP」にてダンサーが選ぶ"踊れたらかっこいい曲"4位に学園天国がランクイン。VTRでGANMIが登場し、ライブでは原曲の1.3倍速で踊っている同曲を2倍速で踊れるかチャレンジした。
- 3月に開催された「TOKYO GANMI SITE vol.4」 フルパフォーマンスをYouTubeで全編公開。
- ぴあ関西版WEBにてSotaのインタビュー掲載。Sotaがダンサーの道を選ぶまで、CHOREO MUSICの成り立ち、M.L.N.D 制作秘話など10,000文字を越えるボリューム。
- 端でくすぶっている"はじっ子"をGANMIが全力プロデュース！【はじっ子。プロデュース】通称"はじプロ"のYouTube番組が、10月全6話配信決定。
- 第74回 NHK紅白歌合戦 YOASOBI「アイドル」スペシャルコラボステージ ステージング及び振付をSotaが務めた。（ano,櫻坂46,JO1,Stray Kids,SEVENTEEN,NiziU,NewJeans,乃木坂46,BE:FIRST,MISAMO,LE SSERAFIM,橋本環奈,アバンギャルディ,REAL AKIBA BOYZらが参加）

### 2024年
- 4月大阪、5月東京にてGANMI presents「舞踏会」開催決定。"with"、"vs"というテーマを日程ごとに変えての対バン企画ライブ。
- 1/24 CHOREOMUSIC「Nichijoh」をリリース。Seihoとの初コラボ楽曲。MVでは直球ストレートのダンスで勝負するコレオと映像の特殊効果が絶妙な一体感を楽しめる。
- 1/26発売「DANCE Square Vol.60」に”舞日”ツアー東京公演のライブレポートが掲載。ライブフォトに加え、ツアーを終えたメンバー一人一人のアンケートも。
- Instagramに投稿したCHOREOMUSIC「Nichijoh」のリール動画が、俳優Will Smithのインスタストーリーズにて突然シェアされる。
- 3月13日、NEW CHOREOMUSICとして、久しぶりのカバー作品「木綿のハンカチーフ」をリリース。おじいちゃんに扮したメンバーたちが踊るMVが衝撃を与えた。
- 3月20日 二作目となる作品集 CHOREOMUSIC COMPILATION 02発売。タワーレコード渋谷店では発売を記念してパネル展示を実施。購入者を対象に展示後のパネルがサイン入りで当たる抽選会も。
- 6月3日発売の雑誌「DANCE Square Vol.62」でついにGANMIが表紙に登場。+81projectから縁のあるTravisJapanから4名、GANMIから4名の8名でのショットとなった。（宮近海斗、中村海人、七五三掛龍也、吉澤閑也、Sota、SUNCHANG、kooouya、Kazashi）ほか写真、対談が12ページにわたって掲載された。
- 6月26日、CHOREOMUSIC「KILIN」を突如リリース。Yohji Igarashiとの初コラボ楽曲。
- 2022年に振付を手がけたタカラトミーのおもちゃ「ぷにるんず」の新テレビCM(「やす子とぷにぷにダンス編」)が放送開始。前回はぺこぱが踊っていた振付をやす子が披露している。
- 8月8日、NEW CHOREMUSIC「BEST COMPLEX」のTeaserを公開。フィーチャリングにはRhymeTubeとAkusaを迎え、8月14日リリースとなる。

### 2025年
- 1月13日の福岡公演を皮切りに、ツアー"OIKAZE"を開催。10周年イヤーのGANMIとGANMISTに追い風が吹くことを願ったツアータイトルである。
- 1月28日のINI 許豊凡のソロコンサート 浮遊生物にて披露されたオリジナル楽曲「Like Water」の振り付けをshun、サポートダンサーとしてshun・Ryogaが出演。
- 2月26日公開 w-inds.「Who's the Liar」MVのコレオをSotaが担当。MVにはGANMIフルメンバーで出演している。
- 3月26日(水)CHOREOMUSIC COMPILATION 03発売決定。同日にタワレコ渋谷店、翌日にはタワレコ梅田NU茶屋町店にてリリース記念イベントを開催。
- JG計画2025開催に伴い、7月19日よりクラウドファンディングを開始。その日のうちに目標金額の200万円を達成。

## 主催公演

### TOKYO GANMI SITE
| 公演日         | タイトル                | 会場                   |
| -------------- | ----------------------- | ---------------------- |
| 2018年4月3日   | TOKYO GANMI SITE VOL.０ | 新宿FACE               |
| 2018年7月30日  | TOKYO GANMI SITE VOL.１ | TSUTAYA O-EAST         |
| 2018年12月27日 | TOKYO GANMI SITE VOL.２ | ヒューリックホール東京 |
| 2019年8月7日   | TOKYO GANMI SITE VOL.３ | マイナビBLITZ赤坂      |
| 2023年3月19日  | TOKYO GANMI SITE VOL.4  | Spotify O-EAST         |

### JG計画
|       | 期間                          | 規模                                              | 月日・会場 | 備考                                                                                |
| ----- | ----------------------------- | ------------------------------------------------- | --- | ----------------------------------------------------------------------------------- |
| 第1弾 | 2019年3月17日～2019年4月25日  | 全国6カ所（神奈川、大阪、広島、福岡、愛知、宮城） | 3月17日 YOKOHAMA BAY HALL (神奈川） 3月19日 梅田 CLUB QUATTRO （大阪） 4月1日 LIVE VANQUISH （広島） 4月2日 DRUM Logos （福岡） 4月4日 THE BOTTOM LINE （愛知） 4月25日 Rensa （宮城） | クラウドファンディング実施期間 2月4日～3月4日 支援者数620人 支援金額361万500円      |
| 第2弾 | 2019年5月30日～2019年7月2日   | 全国22カ所（西日本、埼玉）                        | 5月30日 HEAVEN'S ROCKさいたま新都心VJ-3 （埼玉） 6月3日 B-FLAT （滋賀） 6月4日 SHUNAN-RISE （山口） 6月5日 CANOVA （島根） 6月6日 Laughs （鳥取） 6月7日 IMAGE （岡山） 6月10日 ROOTS （三重） 6月11日 NEVERLAND （奈良） 6月12日 SHELTER （和歌山） 6月13日 VARIT （兵庫） 6月17日 MUSE （京都） 6月18日 CARAVAN SARY （高知） 6月19日 CROWBER （徳島） 6月20日 DIME （香川） 6月21日 KITTY HALL （愛媛） 6月24日 DRUM Be-7 （長崎） 6月25日 DRUM Be-0 （大分） 6月26日 SR BOX （宮崎） 6月27日 CAPARVO （鹿児島） 6月28日 DRUM BE-9 （熊本） 6月30日 宜野湾HUMAN STAGE （沖縄） 7月2日 GEILS （佐賀） | クラウドファンディング実施期間 4月22日～5月20日 支援者数714人 支援金額522万1500円   |
| 第3弾 | 2019年9月17日～2019年10月10日 | 全国7カ所（東北地方、北海道、千葉）               | 9月17日 #9 （福島） 9月19日 柏PALOOZA （千葉） 9月24日 山形ミュージック昭和セッション（山形） 9月25日 club SWINDLE （秋田） 9月26日 club CHANGE WAVE （岩手） 9月27日 QUARTER （青森） 10月10日 Sound Lab mole （北海道） | クラウドファンディング実施期間 8月14日～9月10日 支援者数663人 支援金額467万8500円   |
| 第4弾 | 2019年11月13日～2019年12月6日 | 全国11カ所（中部地方、関東地方）                  | 11月13日 金沢AZ （石川） 11月14日 SOUL POWER （富山） 11月15日 CHOP （福井） 11月20日 水戸LIGHT HOUSE （茨城） 11月25日 KAZOO HALL （山梨） 11月26日 高崎club FLEEZ （群馬） 12月2日 CLUB JUNKBOX （長野） 12月3日 GOLDEN PIGS BLACK （新潟） 12月4日 宇都宮HEAVEN’S ROCK （栃木） 12月5日 浜松窓枠（静岡） 12月6日 club G （岐阜） | クラウドファンディング実施期間 10月18日～11月8日 支援者数607人 支援金額506万1000円  |
| 第5弾 | 2020年1月9日                  | 東京                                              | Zepp Diver City （東京） | クラウドファンディング実施期間 12月11日～12月25日 支援者数736人 支援金額495万8000円 |

### THANK YOU TOUR 2021
| 会場               | 日付          |         |
| ------------------ | ------------- | ------- |
| 札幌Sound Lab mole | 2021年4月18日 | 2回公演 |
| 福岡DRUM Be-1      | 2021年4月29日 | 2回公演 |
| 広島LIVE VANQUISH  | 2021年5月1日  | 2回公演 |
| 仙台MACANA         | 2021年5月5日  | 2回公演 |
| 名古屋ELL          | 2021年5月9日  | 2回公演 |
| 東京TSUTAYA O-EAST | 2021年5月31日 | 1回公演 |
| 大阪ESAKA MUSE     | 2021年7月10日 | 2回公演 |

### G ROOM 〜GANMI LIVE TOUR 2022〜
| 会場                                 | 日付          |         |
| ------------------------------------ | ------------- | ------- |
| 大阪BIGCAT                           | 2022年2月8日  | 1回公演 |
| 東京Spotify O-EAST(旧TSUTAYA O-EAST) | 2022年2月10日 | 1回公演 |

### "G PARK" OSAKA FREE LIVE 2022
| 会場         | 日付          |         |
| ------------ | ------------- | ------- |
| 大阪城音楽堂 | 2022年4月16日 | 2回公演 |

### "G PARTY" GANMI 7th Anniversary Live Tour
| 会場                | 日付           |
| ------------------- | -------------- |
| 仙台 darwin         | 2022年10月15日 |
| 福岡 Drum Be-1      | 2022年10月29日 |
| 広島 LIVE Star      | 2022年10月30日 |
| 札幌 cube garden    | 2022年11月6日  |
| 名古屋 E.L.L        | 2022年11月19日 |
| 大阪 BIGCAT         | 2022年11月23日 |
| 東京 Spotify O-EAST | 2022年12月1日  |

### GANMI DANCE LIVE TOUR 2023-2024 "舞日"
| 会場                | 日付           |
| ------------------- | -------------- |
| 広島 VANQUISH       | 2023年11月11日 |
| 福岡 Drum Be-1      | 2023年11月12日 |
| 仙台 darwin         | 2023年11月25日 |
| 名古屋 E.L.L        | 2023年12月17日 |
| 大阪 BIGCAT         | 2024年1月6日   |
| 東京 Spotify O-EAST | 2024年1月8日   |

### GANMI presents「舞踏会」
| 対バンアーティスト                  | 会場                                | 日付                  |
| ----------------------------------- | ----------------------------------- | --------------------- |
| 「舞踏会」vs 龍宮城                 | 大阪 COOL JAPAN PARK OSAKA TTホール | 2024年4月27日 1回公演 |
| 「舞踏会」vs 龍宮城                 | 大阪 COOL JAPAN PARK OSAKA TTホール | 2024年4月28日 2回公演 |
| 「舞踏会」with Aile The Shota, eill | 大阪 COOL JAPAN PARK OSAKA TTホール | 2024年4月29日 1回公演 |
| 「舞踏会」vs 龍宮城                 | 東京 山野ホール                     | 2024年5月3日 2回公演  |
| 「舞踏会」with Aile The Shota, eill | 東京 山野ホール                     | 2024年5月4日 1回公演  |

### GANMI presents「TSUKIICHI LIVE」
| 会場                      | 日付           |
| ------------------------- | -------------- |
| SHIBUYA PLEASURE PLEASURE | 2024年7月11日  |
| SHIBUYA PLEASURE PLEASURE | 2024年8月13日  |
| SHIBUYA PLEASURE PLEASURE | 2024年9月10日  |
| SHIBUYA PLEASURE PLEASURE | 2024年10月10日 |

### GANMI 9祭
| タイトル                                 | 会場                      | 日付           |
| ---------------------------------------- | ------------------------- | -------------- |
| GANMI 9祭 ～GANMI 9th Anniversary Live～ | SHIBUYA PLEASURE PLEASURE | 2024年11月11日 |
| GANMI 9祭 ～GC Party～ ※FC限定イベント   | SHIBUYA PLEASURE PLEASURE | 2024年11月12日 |

### GANMI 10th YEAR LIVE TOUR WINTER "OIKAZE"
| タイトル    | 会場               | 日付          |
| ----------- | ------------------ | ------------- |
| 福岡Edition | DRUM Be-01         | 2025年1月13日 |
| 大阪Edition | GORILLA HALL OSAKA | 2025年1月18日 |
| 東京Edition | 天王洲 銀河劇場    | 2025年1月25日 |

### GANMI presents「舞踏会」
| 対バンアーティスト          | 会場                   | 日付         |
| --------------------------- | ---------------------- | ------------ |
| 「舞踏会」vs WATWING        | ヒューリックホール東京 | 2025年5月3日 |
| 「舞踏会」vs KID PHENOMENON | ヒューリックホール東京 | 2025年5月4日 |

### GANMI 10th ANNIVERSARY LIVE TOUR “MIRROR”
| 会場                       | 日付           |
| -------------------------- | -------------- |
| 福岡 DRUM Be-1             | 2025年11月7日  |
| 大阪 梅田BANGBOO           | 2025年11月9日  |
| 宮城 仙台darwin            | 2025年11月11日 |
| 愛知 ボトムライン          | 2025年11月14日 |
| 東京 Zepp DiverCity(TOKYO) | 2025年11月16日 |

## CHOREO MUSIC
『CHOREO MUSIC』とは、ダンサーが主体となり、アーティストとコラボして作り上げた楽曲。
|    | 公開日         | タイトル              | feat.                  | 販売形態                                                    |
| -- | -------------- | --------------------- | ---------------------- | ----------------------------------------------------------- |
| 1  | 2019年3月3日   | ハイタッチ            | WHITE JAM              | 音楽配信サービス/公式YouTube                                |
| 2  | 2019年4月30日  | DON'T LOOK JUST GANMI | A.G.O from CIRRRCLE    | 音楽配信サービス/公式YouTube                                |
| 3  | 2019年6月16日  | WE NEED A HERO        | ミオヤマザキ           | 音楽配信サービス/公式YouTube                                |
| 4  | 2019年7月19日  | CHOREO                | claquepot              | 音楽配信サービス/公式YouTube                                |
| 5  | 2019年9月20日  | Feels Like Summer     | SIRUP                  | 音楽配信サービス/公式YouTube                                |
| 6  | 2019年11月27日 | with U                | eill,PARKGOLF          | 音楽配信サービス/公式YouTube                                |
| 7  | 2020年2月13日  | Arigato               | SHIROSE from WHITE JAM | 音楽配信サービス/公式YouTube                                |
| 8  | 2020年3月6日   | 60%                   | GASHIMA from WHITE JAM | 音楽配信サービス/公式YouTube                                |
| 9  | 2020年3月14日  | THANK YOU             | WHITE JAM              | 音楽配信サービス/公式YouTube                                |
| 10 | 2020年3月28日  | I'm Sorry             | WHITE JAM              | 音楽配信サービス/公式YouTube                                |
| 11 | 2020年6月4日   | SOCIAL GOOD STANCE    | Dazsta                 | 音楽配信サービス/公式YouTube                                |
| 12 | 2021年8月3日   | ALL EYES              | Dazsta                 | 音楽配信サービス/公式YouTube/CHOREOMUSIC COMPILATION 01     |
| 13 | 2021年9月29日  | FOLLOW US             | A.G.O, FLANNEL ALBERT  | 音楽配信サービス/公式YouTube/CHOREOMUSIC COMPILATION 01     |
| 14 | 2021年11月28日 | SHUJINKO STYLE        |                        | 音楽配信サービス/公式YouTube/CHOREOMUSIC COMPILATION 01     |
| 15 | 2022年2月9日   | BANDAID               | ZIN                    | 音楽配信サービス/公式YouTube/CHOREOMUSIC COMPILATION 01     |
| 16 | 2022年6月1日   | シックマン            | Chinozo                | 音楽配信サービス/公式YouTube/CHOREOMUSIC COMPILATION 01     |
| 17 | 2022年8月3日   | 青春は水びたし        |                        | 音楽配信サービス/公式YouTube/CHOREOMUSIC COMPILATION 01, 02 |
| 18 | 2023年1月18日  | Gold Mine             | MOS                    | 音楽配信サービス/公式YouTube/CHOREOMUSIC COMPILATION 02     |
| 19 | 2023年3月17日  | On Fire               | Dazsta                 | 音楽配信サービス/公式YouTube/CHOREOMUSIC COMPILATION 02     |
| 20 | 2023年5月24日  | DOUDA                 | C&K                    | 音楽配信サービス/公式YouTube/CHOREOMUSIC COMPILATION 02     |
| 21 | 2023年7月26日  | M.L.N.D               | Aile The Shota         | 音楽配信サービス/公式YouTube/CHOREOMUSIC COMPILATION 02     |
| 22 | 2024年1月24日  | Nichijoh              |                        | 音楽配信サービス/公式YouTube/CHOREOMUSIC COMPILATION 02     |
| 23 | 2024年3月13日  | 木綿のハンカチーフ    | PLUSONICA              | 音楽配信サービス/公式YouTube/CHOREOMUSIC COMPILATION 02     |
| 24 | 2024年3月27日  | 2STEP                 |                        | 音楽配信サービス/公式YouTube/CHOREOMUSIC COMPILATION 02     |
| 25 | 2024年4月24日  | AGE                   | Aile The Shota, eill   | 音楽配信サービス/公式YouTube/CHOREOMUSIC COMPILATION 03     |
| 26 | 2024年6月26日  | KILIN                 |                        | 音楽配信サービス/公式YouTube/CHOREOMUSIC COMPILATION 03     |
| 27 | 2024年8月14日  | BEST COMPLEX          | RhymeTube, Akusa       | 音楽配信サービス/公式YouTube/CHOREOMUSIC COMPILATION 03     |
| 28 | 2024年10月30日 | LOOK AT ME            | ZIN                    | 音楽配信サービス/公式YouTube/CHOREOMUSIC COMPILATION 03     |
| 29 | 2025年3月5日   | MIRROR                | w-inds.                | 音楽配信サービス/公式YouTube/CHOREOMUSIC COMPILATION 03     |

## 振付提供

### GANMI名義
- BTS 「Butter」
- Tomorrow X Together「New Rules」「Drama」「MOA Diary (Dubaddu Wari Wari)」「No Rules」
- Nissy「Trippin」
- AKB48 「元カレです」「久しぶりのリップグロス」
- SUPER EIGHT「YES」
- timelesz「Forever Gold」
- SixTONES「Rosy」「共鳴」「わたし」「PARTY PEOPLE」「Good Luck!」「Boom-Pow-Wow!」「LOUDER」※ユニット曲「真っ赤な嘘」※ユニット曲
- Travis Japan「TOKIO-花唄」「嵐-ワイルドアットハート」
- Johnnys' Jr. (7 MEN 侍,少年忍者)「SMAP-Let It Be」
- MAX CHANGMIN「Fever」
- NCT U 「Work It」
- LiSA「HADASHi NO STEP」
- Da-iCE 「TOKYO MERRY GO ROUND」
- w-inds. 「Dirty talk」
- 円神「Peace Summer」「TREASURE」
- WATWING 「HELLO WORLD」

### メンバー個人名義

#### Sota
- 第72回 NHK紅白歌合戦 YOASOBI 「群青」
- 第74回 NHK紅白歌合戦 YOASOBI「アイドル」スペシャルコラボステージ ステージング及び振付（ano,櫻坂46,JO1,Stray Kids,SEVENTEEN,NiziU,NewJeans,乃木坂46,BE:FIRST,MISAMO,LE SSERAFIM,橋本環奈,アバンギャルディ,REAL AKIBA BOYZが参加）
- 第75回 NHK紅白歌合戦 放送100年特別企画「歌って踊ろう！KIDS SHOW」　振付
- SUPER JUNIOR「Express Mode」振付参加
- 櫻坂46「TOKYO SNOW」「心の影絵」「やるしかないじゃん」
- Travis Japan「Golden Girl」
- Aぇ! group「Chameleon[42]」
- JO1出演テレビCM「ガリバー史上最大のスーパー初売り」
- 今田美桜、千葉雄大出演テレビCM「グロップ 舞踏会」篇

- NHK「Venue101」生田絵梨花・濱家隆一デビュー企画 ハマいく「ビート DE トーヒ」
- 日本テレビ、Hulu『0年0組 -アヴちゃんの教室-』課題曲
- MAZZEL「CAME TO DANCE」
- 龍宮城「RONDO」「Mr.FORTUNE」「2 MUCH」「SHORYU (→↓↘︎＋P)」「DEEP WAVE」「BOYFRIEND」
- w-inds. 「Strip」「Show me your love」「Who's the Liar」
- eill「ここで息をして」「踊らせないで」「ただのギャル 」
- ZILLION 「Timeless」「やめとこっか」「One Day」「NO 盛れ NO LIFE」「STEP」「冗談じゃないわ」「Cool or Cute」「ナイトメア」
- CUBERS「ピンキーリング」
- FAKY 「Sayonara My Ex」
- VOYZ BOY「Spark」
- DEEN「mirror ball」
- 学芸大青春「グッデイ・バッデイ」
- 7 MEN 侍 出演舞台「MASSARA」構成・演出・振付
- 舞台『JOHNNYS' World Next Stage』 美 少年「吉吉 Bang! Bang!」
- ミュージカル"GIRLFRIEND"@日比谷シアタークリエ
- 松下優也/YOUYA「Ride It」

#### SUN-CHANG
- Mrs. GREEN APPLE「breakfast」
- Da-iCE「Blackjack」
- w-inds. 「Complicated」
- Shuta Sueyoshi「Shampoo」
- Lead 「Beautiful Day」「 BackPack」「Friendship」
- WATWING「STEPPIN'」
- TEE 「shout」「Volare」
- WHITE JAM 「恋バナ花火」

#### kooouya
- Jonas Blue,BE:FIRST ｢Don’t Wake Me Up feat. BE:FIRST｣
- w-inds.「New World (Reflection Remix by DMD)」
- Da-iCE 「Revolver」
- Johnnys' Jr. (HiHi Jets,美 少年,少年忍者) 「嵐-PIKA☆NCHI」

#### Kazashi
- RUNG HYANG「AWAKE」
- BLACK IRIS「Head Shot」

#### AOI
- Crimson Crat Clan「My Way」「GOD DIVA」「Midnight Drivin’」「Party Animal」「King's Choice」

#### Mr.D
- iLiFE!「Hands Up!」

#### shun
- A/TIMΣ「Additional Time」
- CUBERS「スキャンダラスKISS〜final act〜」

#### Yuuki
- 松下洸平 「MUSIC WONDER」
- ガンダムシリーズ45周年記念 ららぽーと福岡 完全新作壁面映像『機動戦士ガンダム ALC ENCOUNTER』
- ukka 「ラブパレード」「スーパーガール★センセーション」
- MADKID「One Room Adventure」

#### Sota,kooouya
- w-inds.「Beautiful Now」「Bang! Bang! feat.CrazyBoy」

#### Sota,Kazashi
- SixTONES「OPA!」※ユニット曲

## GANMI CLUB (旧 ガンミ倶楽部)
2018年10月11日に発足されたGANMIのオフィシャルファンクラブ。
2021年11月1日、GANMI CLUBとしてリニューアルした。
会員はチケットの先行予約などの特典が受けられる。(過去にはLIVE後のアフタートークやプレゼント企画の抽選申し込みの参加など)
また、会員限定のコンテンツとして、ダンスビデオの未公開シーンやLIVEの裏側を撮影した動画、メンバーによるブログリレーや、ダンス初心者でも楽しめるリズムトレーニングを収録した『SHOSHINSHA』等が設けられている。